# Matelea woodsonii
Matelea woodsonii är en oleanderväxtart som beskrevs av Lloyd Herbert Shinners. Matelea woodsonii ingår i släktet Matelea och familjen oleanderväxter. Inga underarter finns listade i Catalogue of Life.